# 郑家镇 (旬邑县)
郑家镇，是中华人民共和国陕西省咸陽市旬邑县下辖的一个乡镇级行政单位。

## 行政区划
郑家镇下辖以下地区：
郑家村、马坊村、仁安村、南掌村、席家台村、贾村、王家村、李家村、葛村和下赵家村。